# Garnizon Prudnik

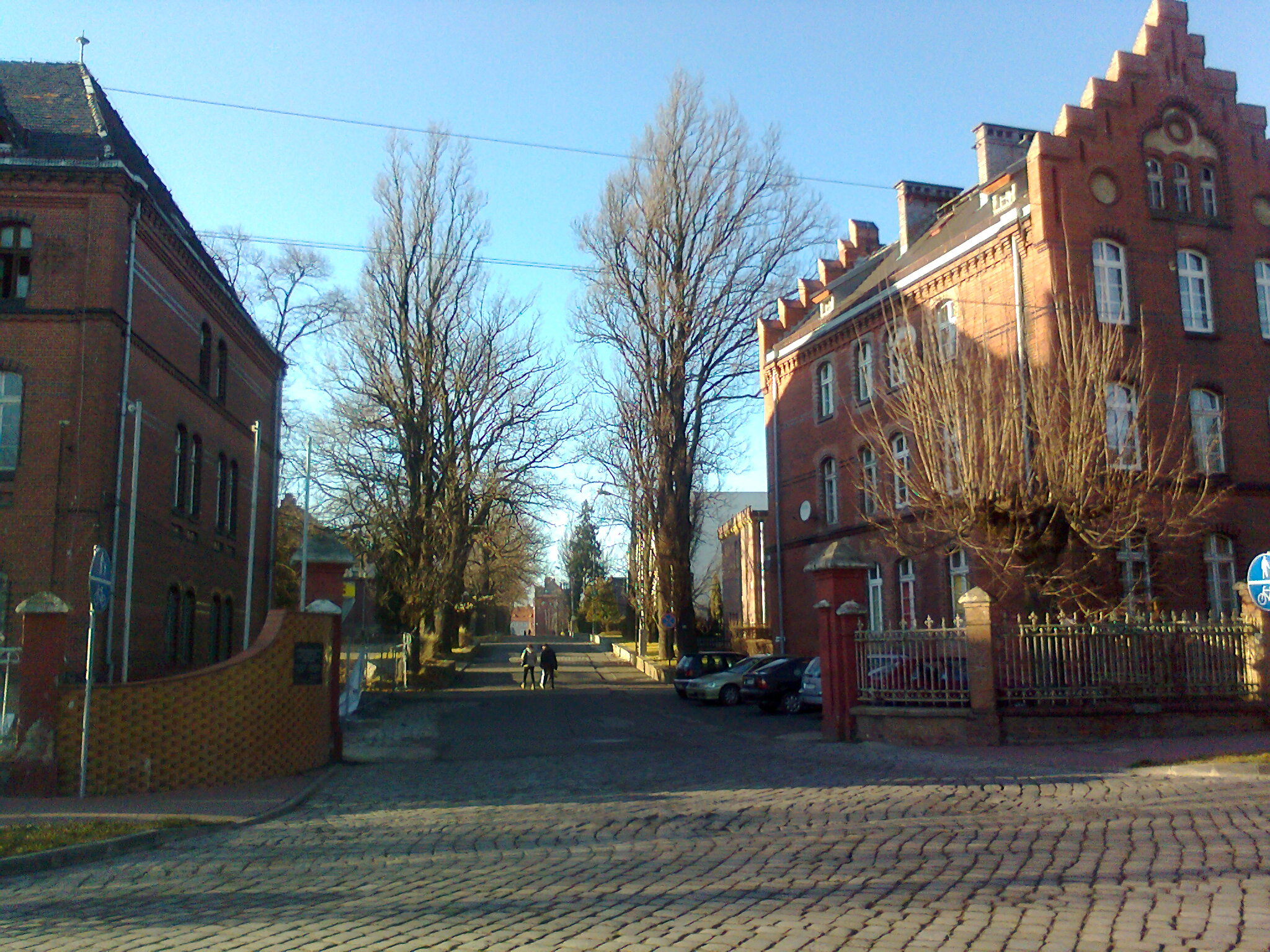
Dawna brama wjazdowa do prudnickich koszar od strony ul. Dąbrowskiego

Garnizon Prudnik – garnizon wojskowy wojsk niemieckich do 1945 roku i Wojska Polskiego okresu PRL oraz od zmiany ustrojowej w latach 90. XX wieku. Garnizon został ostatecznie zlikwidowany w 1994 roku.

## Historia
Pierwsza wzmianka o wojsku w Prudniku pochodzi z 1732. Wówczas stacjonowała tu kompania piechoty 4PP. Od 1742 do 1746 stacjonował tu Pułk Piechoty nr 38 generała majora Christopha von Dohna. Następnie w garnizonie znajdował się Pułk Kirasjerów nr 12 pod dowództwem porucznika Friedricha Leopolda von Gessler. Pułk opuścił miasto w 1779, po przeprowadzeniu przez Austriaków ataku artyleryjskiego na Prudnik, przez co spaliło się prawie całe miasto. Powrócił w 1783 po odbudowie miasta. Od 1808 w Prudniku stacjonował oddział inwalidów oraz 3 Kompania Brygady Artylerii.
Od 1812 w mieście stacjonował drugi i czwarty szwadron 4 Pułku Huzarów im. von Schilla (1 Śląski). W 1856 został zastąpiony przez 6 Pułk Huzarów im. Hrabiego Goetzena (2 Śląski), który opuścił Prudnik w 1889. W tym samym roku do miasta przybył III Dywizjon 21 Pułku Artylerii Polowej. Po wybudowaniu nowych koszary w 1903 wprowadził się do nich 57 Pułk Artylerii Polowej.
W 1912 57 Pułk Artylerii Polowej miał zostać przeniesiony do Gliwic, a do Prudnika z Nysy 23 Pułk Piechoty im. von Winterfeldta. Przemieszczenie wojsk miało mieć miejsce 1 października 1914, jednak proces został przerwany przez wybuch I wojny światowej 28 lipca. 57 Pułk został wysłany na front, a w Prudniku pozostał batalion rezerwowy i kompania piechoty.
57 Pułk Artylerii Polowej został rozformowany w lipcu 1919 na mocy traktatu wersalskiego. Prudnik ponownie stał się miastem garnizonowym po utworzeniu w Republice Weimarskiej armii zawodowej w 1921. W koszarach została ulokowana bateria artylerii górskiej, jednakże góry w okolicach miasta okazały się mało górzyste, więc miejsce baterii zajął 7 Pułk Kawalerii (później przemianowany na 11).
Po dojściu Adolfa Hitlera do władzy w Niemczech i utworzeniu Wehrmachtu miejsce pułku kawalerii zajął III batalion 28 pułku piechoty, który po aneksji Kraju Sudetów został przeniesiony do Nowego Jiczyna. Został zastąpiony przez 8 batalion łączności, który w 1939 został wysłany na front po wybuchu II wojny światowej.
Do 10 października 1945 w koszarach stacjonowała Armia Czerwona. Następnie na terenie Prudnika została sformowana 48 Komenda Odcinka Prudnik. W 1948 na jego bazie sformowano Samodzielny Batalion Ochrony Pogranicza nr 71. W 1949 w Prudniku powstał 15 Pułk KBW Ziemi Opolskiej. Z dniem 1 stycznia 1951 roku 71 batalion Ochrony Pogranicza przemianowano na 45 Batalion Wojsk Ochrony Pogranicza.
Ponadto w Prudniku stacjonował m.in. 15 Pułk Wojsk Obrony Wewnętrznej (1966–1989), który należał do 28 Rezerwowej Dywizji Zmechanizowanej (1972–1989).
Garnizon prudnicki został zlikwidowany 10 maja 1994

## Dowódcy garnizonu
- mjr Tadeusz Sroczyński (20.06.1952[a]–1953)[7].